# Филиппа (графиня Тулузы)
Филиппа Тулузская (ум. 28 ноября 1118, Фонтевро) — правящая графиня Тулузы, герцогиня Аквитании в браке с Гильомом IX, герцогом Аквитании.

## Биография

### Ранняя жизнь и брак
Филиппа родилась приблизительно в 1073 году в семье графа Гильома IV Тулузского и его жены Эммы де Мортен. Она была его единственным выжившим ребёнком и, по законам Тулузы, его наследницей. В 1088 году Гильом отправился в паломничество в Святую землю, оставив своего брата Раймунда Сен-Жильского регентом.
Мало что известно о жизни Филиппы в то время. Она вышла замуж за Гильома IX Аквитанского не ранее 1094 года. Обстоятельства её наследования и детали брачного договора неизвестны. После смерти графа Гильома притязания Филиппы были проигнорированы, и её дядя стал новым графом Тулузы.

### Графиня и герцогиня
Когда Раймунд IV Тулузский отправился в Первый Крестовый поход осенью 1096 года, он оставил своего сына Бертрана править в своё отсутствие. Однако весной 1098 года Гильом  и Филиппа вошли в Тулузу и взяли город под свой контроль, не потеряв ни одного человека. В следующем году она родила своего первенца — Гильома Тулузского.
В 1099 году её муж отправился в крестовый поход и сделал её регентом Пуату.
Она почитала Робера д’Арбрисселя и убедила своего мужа предоставить ему землю в Пуату для создания религиозной общины, посвящённой Деве Марии. В 1100 году он основал там аббатство Фонтевро.
В 1100 году её муж заложил Тулузу своему двоюродному брату Бертрану в обмен на огромную сумму денег, которую герцог потратил на крестовый поход. Это стало для Филиппы тяжелым ударом. Её отправили в Пуатье, откуда она управляла Аквитанией от имени своего мужа, пока тот отсутствовал.
После возвращения Гильома они с Филиппой какое-то время жили вместе, и Филиппа родила пять дочерей и сына Раймунда. Она не обращала внимание на хвастовство герцога о своих любовных похождениях в песнях и разговорах, и вместо этого сосредоточилась на религии (в частности, на аббатстве Фонтевро, который она спонсировала) и на учении его основателя д’Арбрисселя, который проповедовал превосходство женщин над мужчинами. Её одержимость этой доктриной, считавшейся оскорбительной для многих мужчин того времени, и растущие недовольство Гильома своей супругой привели к разногласиям в браке.
В 1113 году Гильом вернул Тулузу жене после смерти Бертрана в Сирии в 1112 году, отодвинув наследника Бертрана, 9-летнего Альфонса Иордана. Таким образом, до 1114 года Филиппа проводила там бо́льшую часть времени. Вернувшись из Тулузы в Пуатье в 1114 году, она обнаружила, что её муж привёз во дворец свою любовницу, виконтессу Данжероссу из Шательро. Разъярённая Филиппа обратилась к друзьям и церкви за помощью в изгнании самозванки, но безрезультатно — никто не смог убедить герцога отказаться от любовницы.

### Поздняя жизнь
В 1116 году униженная Филиппа, опустошенная тем, как её супруг отплатил ей за долгие годы служения ему, покинула двор и удалилась в аббатство Фонтевро. Там она стала близкой подругой первой жены своего мужа Ирменгарды Анжуйской, и они много времени посвятили обсуждению недостатков Гильома. Однако, несмотря на всю преданность Филиппы аббатству и его идеалам, она не нашла там покоя и была всё так же зла и обижена на мужа, который предпочёл ей любовницу. Она скончалась в аббатстве 28 ноября 1118 года от неизвестных причин. Её пережил муж, его любовница и Ирменгарда, которая вскоре попыталась отомстить за Филиппу, предприняв попытку изгнать Данжероссу из Аквитании.